# Butterworth (Malaysia)
Koordinaten: 5° 25′ N, 100° 24′ O

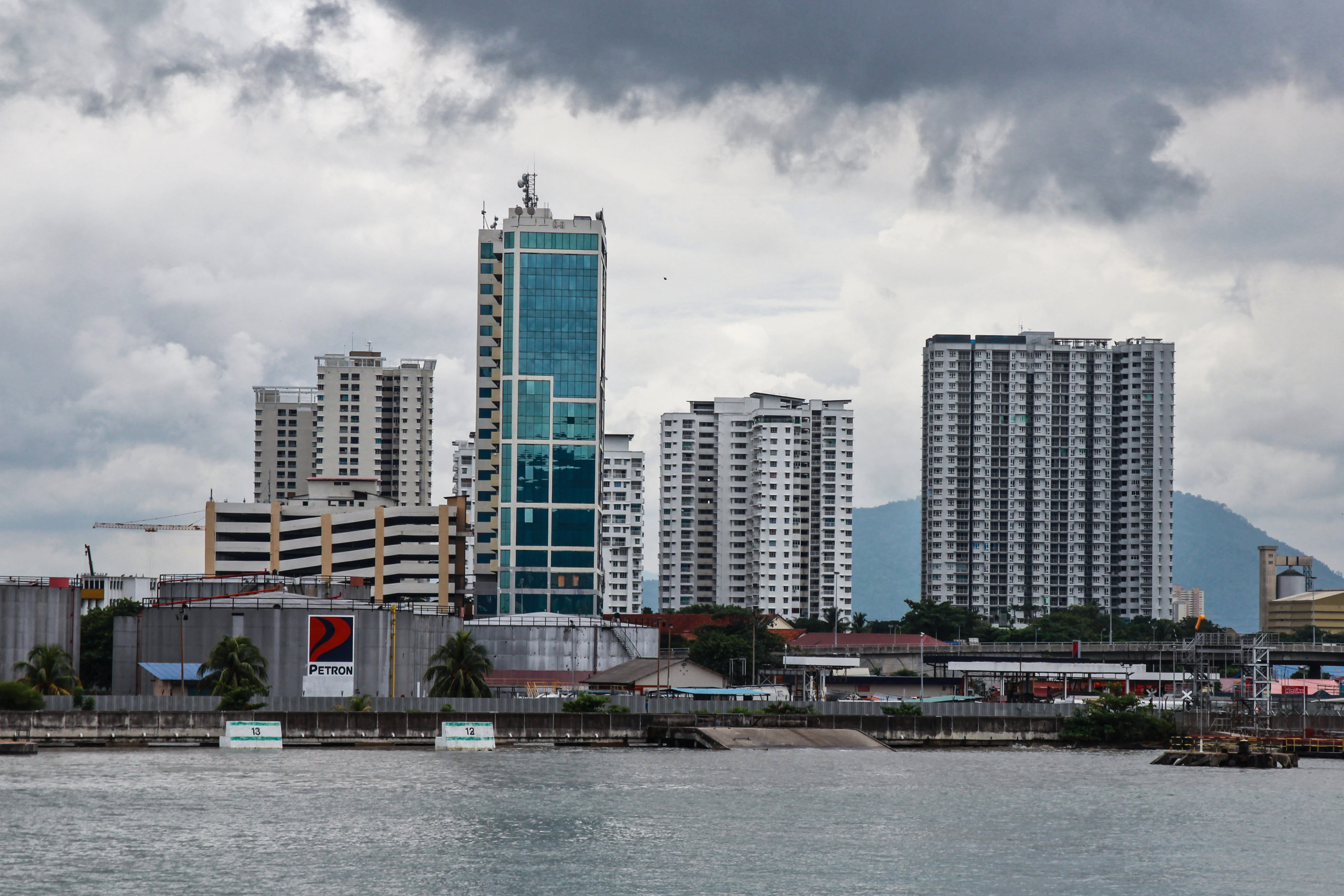
Butterworth

Butterworth, auch Bagan, (malaiisch: Pier, Mole) ist eine Stadt in Malaysia und der Hauptort von Seberang Perai, dem Festlandteil des Bundesstaates Penang. 

## Geografie und Lage
Butterworth ist die Schwesterstadt des direkt auf der Insel Penang gegenüberliegenden George Town. Es ist ein wichtiger Verkehrsknotenpunkt und Hafen für den Norden Malaysias. In Butterworth befindet sich der Fährhafen, der neben der Penang Bridge die Insel Penang mit dem Festland verbindet. Butterworth hat eine Anschlussstelle der malaysischen Nord-Süd-Autobahn und einen Bahnhof der malaysischen Staatseisenbahn Keretapi Tanah Melayu. Außerdem besteht Anschluss an die Südstrecke der Thailändischen Staatseisenbahn. Hier hält auch der Luxuszug Eastern and Oriental Express, der Bangkok mit Singapur verbindet. An den Luftverkehr ist Butterworth über den Flughafen Penang angebunden.

## Geschichte
Butterworth wurde Mitte des 19. Jahrhunderts als Anlegeplatz auf dem Festland gegenüber von George Town, der Hauptstadt von Penang, gegründet, nachdem die British East India Company die Province Wellesley 1798 vom Sultan von Kedah erworben hatte. Die neu gegründete Stadt wurde nach William John Butterworth, 1843 bis 1855 Gouverneur der Straits Settlements, benannt. Kurz darauf wurde eine Eisenbahnlinie nach Taiping eingerichtet, um das dort abgebaute Zinnerz in Butterworth verschiffen zu können.

Butterworth ist heute in die Verwaltungseinheit Seberang Perai eingegliedert. Dabei ist auffällig, dass der traditionelle Name Butterworth offiziell nicht auftaucht, obwohl Butterworth die größte Stadt Seberang Perais ist.

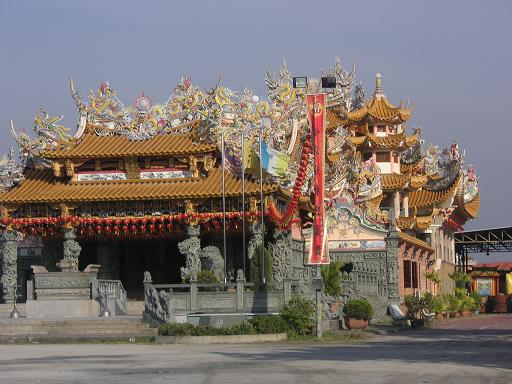
Tempel des neunten Himmelskaisers in Butterworth

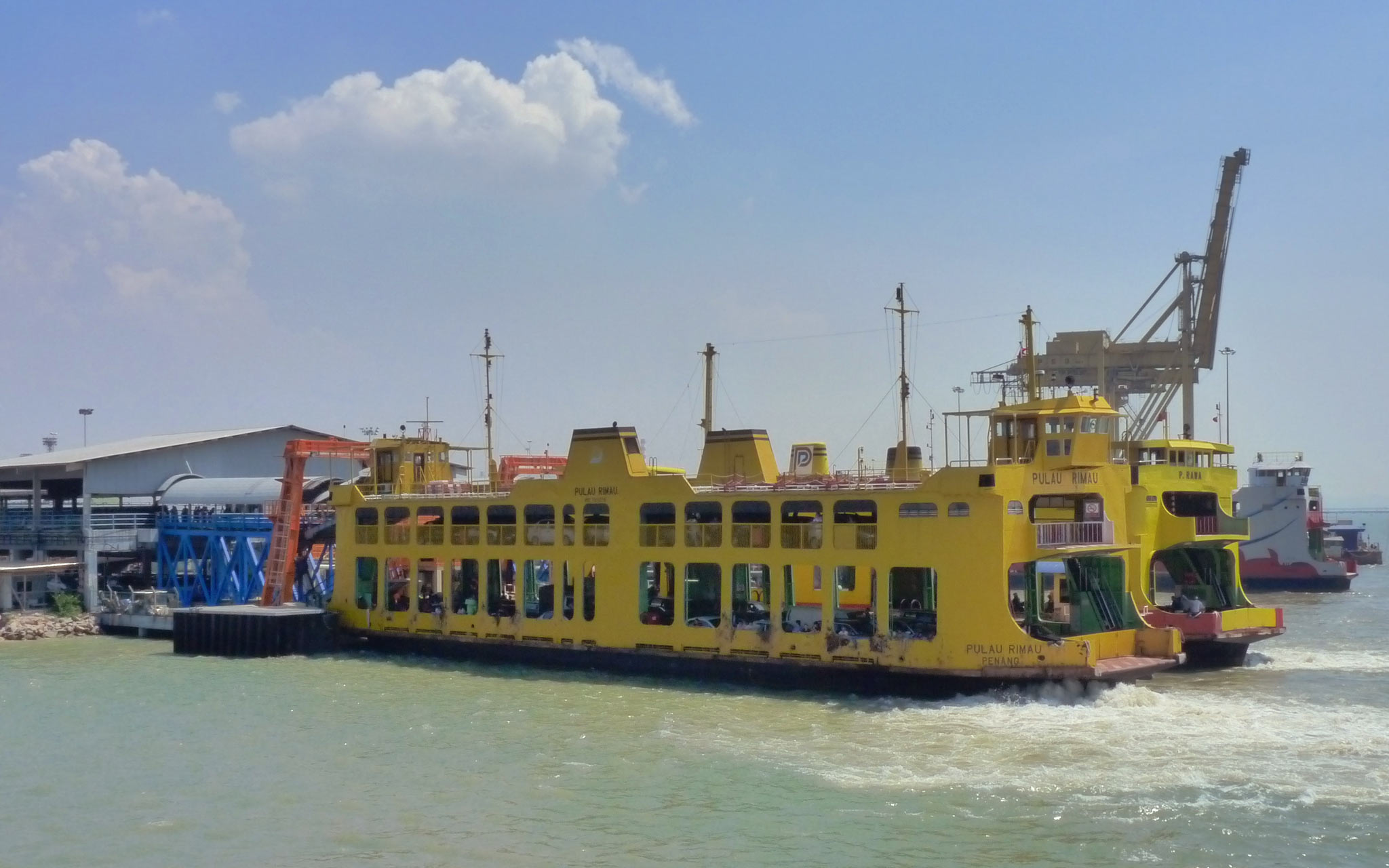
Die Fähranlagen, die Butterworth mit George Town verbinden

## Einwohner und Sehenswürdigkeiten
Butterworth hat rund 108.000 Einwohner, wie in George Town mehrheitlich englischsprachige malaysische Chinesen und Inder. 

In Butterworth befindet sich ein Fliegerhorst der Malaysischen Luftstreitkräfte, die RMAF Base Butterworth. Der Penang Bird Park, ein Landschaftspark mit über 300 Vogelarten aus ganz Südostasien, ist eine der Sehenswürdigkeiten von Butterworth.

## Söhne und Töchter der Stadt
- Namat Abdullah (1946–2020), Fußballspieler